# خواجه‌آتا
خواجه‌آتا (به لاتین: Khodzhaata) یک روستا در قرقیزستان است که در استان جلال‌آباد واقع شده‌است.

## خصوصیات
خواجه‌آتا ۹۵۱ متر بالاتر از سطح دریا واقع شده‌است.